# Alexandre Vattemare

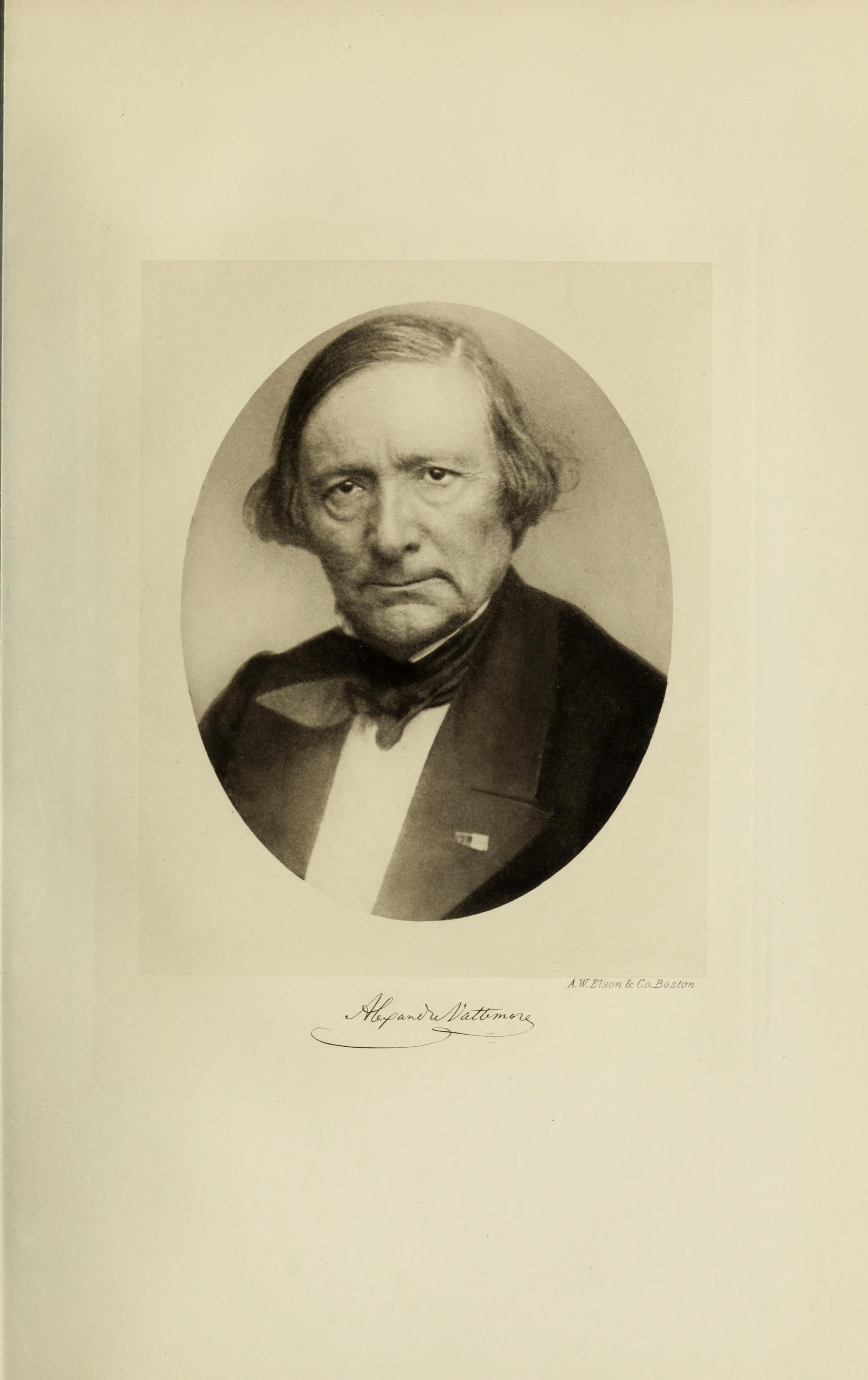
Foto von Alexandre Vattemare in The Public Library of the city of Boston : a history, Horace G. Wadlin, 1910, 1911

Alexandre Vattemare (* 8. November 1796 in Paris; † 7. April 1864 ebenda), auch bekannt unter dem Künstlernamen Monsieur Alexandre, war Bauchredner, Schauspieler und Philanthrop. Er gilt als Wegbereiter des ersten internationalen Austauschs zwischen Bibliotheken, Kunstsammlungen und Museen.
1841 schlug er vor, dass alle Bostoner Bibliotheken zum Vorteil der Öffentlichkeit zusammengelegt werden könnten. Diese Idee wurde den Bibliotheken in Boston vorgelegt, aber die meisten waren nicht interessiert. Auf Vattemares Ersuchen schenkte Paris 1843 und 1847 Bücher, um eine vereinte öffentliche Bibliothek zu unterstützen. Auch Vattemare machte 1849 eine solche Schenkung. Seine Initiative gilt als Basis der heutigen Boston Public Library.